# Fineza Eusébio
Fineza Eusébio (ur. 18 lipca 1990 r. w Luandzie) – angolska koszykarka. Swój pierwszy turniej rozegrała w 2006 roku jako juniorka U-18 – wtedy zajęła ostatnie miejsce w grupie.
Karierę seniorską rozpoczęła w 2008 roku kiedy dołączyła do drużyny Desportivo 1. de Agosto Luanda Angola, a po 3 latach została powołana do reprezentacji – razem z drużyną zdobyła złoto na mistrzostwach afrykańskich w 2011 roku. Debiutantka na Letnich Igrzyskach Olimpijskich 2012 w Londynie.